# Svobodni (Korenovsk)
|  | Per a altres significats, vegeu «Svobodni». |

Svobodni - Свободный (rus) - és un khútor del krai de Krasnodar, a Rússia. És a 7 km al nord-est de Korenovsk i a 65 km al nord-est de Krasnodar.
Pertany a la ciutat de Korenovsk.